# Дергунов, Алексей Васильевич
Алексе́й Васи́льевич Дергунов (22 декабря 1979 — 26 декабря 2003) — гвардии старший лейтенант (спецназ ГРУ), Герой России (посмертно).

## Биография
Родился в городе Фрунзе (Киргизия), впоследствии семья переехала в Новосибирск.
В 1997 году окончил среднюю школу № 180 города Новосибирска. Сразу после школы был призван в Вооружённые Силы Российской Федерации Октябрьским районным военкоматом Новосибирска и в 2002 году успешно окончил Новосибирское высшее военное командное училище.
В 2002 году родилась дочь - Дарья.
Служил в должности командира взвода в 3-й гвардейской бригаде специального назначения ГРУ. В октябре 2003 года был направлен в командировку в Чечню, где участвовал в боевых действиях по ликвидации бандформирований.
26 декабря 2003 года при выполнении очередного боевого задания в сложных метеоусловиях радист группы спецназа, которой командовал старший лейтенант Дергунов, сорвался в пропасть и повис на уступе. Алексей Дергунов, рискуя жизнью, бросился на выручку к своему подчинённому и успел подхватить его, но не сумел его удержать и упал в пропасть вместе с ним. Оба погибли.
За мужество и героизм, проявленные при выполнении воинского долга в Северо-Кавказском регионе, Указом Президента Российской Федерации от 1 января 2004 года старшему лейтенанту Дергунову Алексею Васильевичу присвоено звание Героя Российской Федерации (посмертно).
Похоронен на Заельцовском кладбище в Новосибирске.

## Память
- На территории Новосибирского высшего военного командного училища установлен бюст Героя.
- В 2019 году на территории 3-й отдельной гвардейской бригады специального назначения Центрального военного округа ВС РФ в Тольятти открыт бюст Героя[1].
- На доме в Калининском районе Новосибирска, где жил Герой, и здании средней школы № 180 Новосибирска, установлены мемориальные доски.
- С 2013 года, в день Воздушно-десантных войск, 2 августа, ежегодно проводится турнир по силовому многоборью, посвященный памяти Героя России Дергунова Алексея Васильевича. Турнир организован инициативной группой сослуживцев Алексея.
- В казарме, где жил и учился старший лейтенант Дергунов, в расположении 15 роты установлена памятная мемориальная плита.